# Ескадра повітряних кораблів Української держави
Ескадра повітряних кораблів (Е. П. К. Укр.д.) — військове з'єднання збройних сил з вересня і не пізніше 24 листопада 1918 року Армії Української держави в Подільській губернії.

## Передісторія
1917 рік
Ескадра повітряних кораблів Російського імператорського військово-повітряного флоту створена у вересні 1914 року і була озброєна важкими літаками Ілля Муромець під час війни бомбардувальниками. Під час Першої світової війни Ескадра підпорядковувалася безпосередньо Верховному головнокомандувачу Російської Імператорської Армії та була його стратегічним резервом командування. Управління ескадри повітряних кораблів «Ілля Муромець» було під час штабу Верховного головнокомандувача. Начальником ескадри був генерал-майор М. Шидловський.
Напередодні урядового перевороту 25 жовтня в Республіці Росія Російський військово-повітряний флот мав в Ескадрі чотири авіазагони важких літаків «Ілля Муромець».
20 листопада у м. Києві Центральною Радою було проголошено широку автономію Української Народної Республіки за збереження федеративного зв'язку з Росією. Однією з перших завдань, вирішуваних новою владою, було створення власних збройних сил, зокрема й авіації рахунок майна Революційної армії вільної Росії.
4 грудня український уряд направив до військ телеграму з наказом про об'єднання Південно-Західного (до грудня штаб фронту розміщувався у м. Бердичеві, з грудня — у м. Рівне) та Румунського фронтів до єдиного Українського фронту з підпорядкуванням його безпосередньо уряду Української Народної Республіки. У складі нового Технічного управління створюються Військово-повітряні сили. Управління проводило роботу зі збирання та збереження майна та створення підрозділів та частин авіації. Ескадра важких бомбардувальників, яка опинилася в новій республіці, зазнала «українізації». Комплектування українцями авіачастин у необхідних кількостях було неможливим, оскільки більша частина військовослужбовців була з великоросії. Процес демократизації Революційної армії вільної Росії, що проводився ще від часу Лютневого перевороту 1917 року в Росії, продовжувався постійною демобілізацією військовослужбовців, які виїжджали в місця постійного проживання.
1918 рік
Ескадра повітряних кораблів у складі армії УНР зберігалася та проіснувала до 29 квітня.

## Історія
Після приходу до влади 29 квітня гетьмана П. Скоропадського розпочалося створення Української держави та її державних структур, серед яких була Армія та інші. Німецько-австрійське командування взяло під свій контроль формування українських військових частин. Військове міністерство продовжило створення авіації, поклавши основою план Військового міністерства УНР.

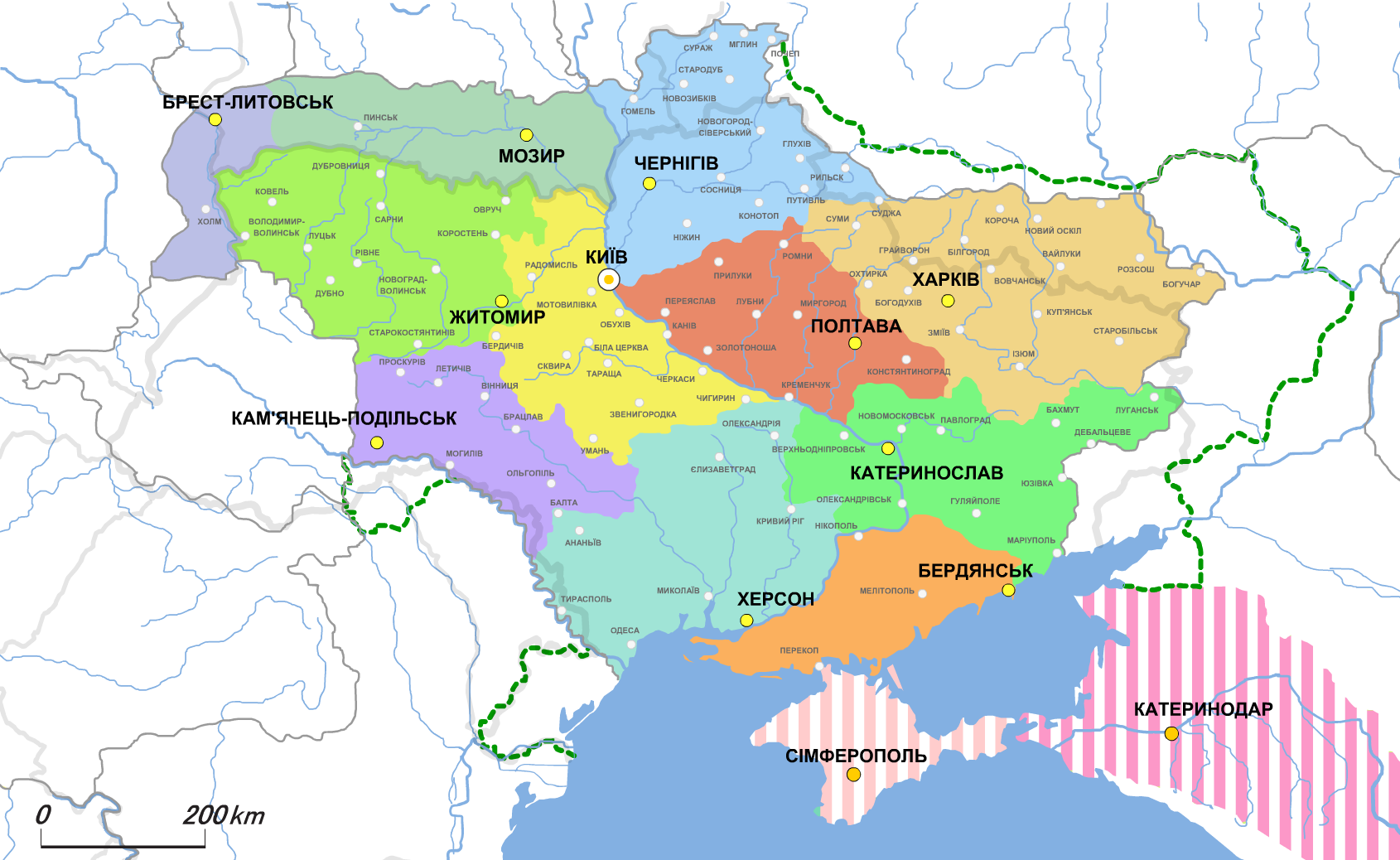
Адміністративно-територіальний поділ. Зелена пунктирна лінія — територіальні претензії.

Ескадра мала розміститися в м. Вінниці Вінницького повіту Подільської губернії.
30 травня урядом видано Закон, яким було затверджено Присягу на вірність Українській Державі, та Закон про військову підсудність. Військовослужбовці почали скласти присягу.
Влітку армія мала 189 легких літаків та 4 важкі літаки «Ілля Муромець» — все залишилося від могутньої Ескадри повітряних кораблів. При цьому з усіх цих літаків лише 55-60 % українські фахівці могли використовувати в повітрі.
1 серпня затверджено Закон про політично-правове становище службовців Військового відомства, який забороняв їм бути у складі та брати участь у роботі будь-яких гуртків, товариств, партій, союзоф, комітетів та інших організацій, що мають політичний характер.
Екіпажі Ескадри у бойових діях брали участь рідко, сама Ескадра не провела жодної самостійної бойової операції. В Ескадрі було 10 офіцерів та 50 козаків (рядових) охоронної команди.

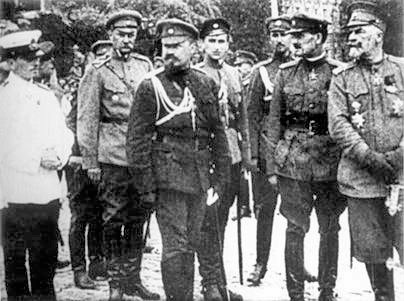
Службовці військового міністерства Української Держави — полковник Микола Максимов (крайній ліворуч, у білій формі) та військовий міністр генеральний бунчужний Олександр Рагоза (крайній праворуч).

9 листопада Німецька імперія революційними громадянами проголошена республікою. (Див. Листопадова революція в Німецькій імперії) Для уряду Української держави ця подія передбачала ослаблення влади.
11 листопада завершилася Перша світова війна. Німецька імперія припинила існування внаслідок Листопадової революції.
14 листопада гетьман П. Скоропадський оголосив Акт федерації, яким він зобов'язувався об'єднати Україну з майбутньою (небільшовицькою) російською державою.
16 листопада розпочався щаколот Директорії, підтриманий повсталими військами Української держави під командуванням С. Петлюри проти уряду Української держави. Радянсько-українська війна змінила ще одну владу. Безперервні бойові дії протиборчих політичних революційних сил, що почалися, призвели до знищення і Ескадри.
Ескадра як військова частина у складі армії Української держави проіснувала до грудня 1918 р.
Після нетривалої «Української громадянської війни 16 листопада — 14 грудня 1918 року», 14 грудня гетьман П. П. Скоропадський наказав про демобілізацію захисників р. Києва і зрікся влади.